# ایلا کیویکاهو
ایلا کیویکاهو (انگلیسی: Eila Kivikk'aho; ۸ فوریهٔ ۱۹۲۱ – ۲۱ ژوئن ۲۰۰۴) شاعر، مؤلف (پدیدآور)، نویسنده، و مترجم اهل فنلاند بود.
وی همچنین برندهٔ جوایزی همچون جایزه اینو لینو شده‌است.